# Peoples Rocks
Die Peoples Rocks sind eine Gruppe kleiner Inseln vor der Südküste der Anvers-Insel im Palmer-Archipel westlich der Antarktischen Halbinsel. Sie liegen nordöstlich des Norsel Point in der Wylie Bay.
Das Advisory Committee on Antarctic Names benannte sie 1998 nach Ann Peoples, die zwischen 1981 und 1996 in unterschiedlicher Funktion in Antarktika tätig war, darunter als erste Frau von 1991 bis 1996 die Palmer-Station verwaltet hatte.